# Alfonso Domínguez (Fußballspieler, 1916)
Luis Alfonso Domínguez Guíñez (* 18. Dezember 1916 in Talca; † 23. April 1973  in Santiago de Chile), auch bekannt unter dem Spitznamen Poncho, war ein chilenischer Fußballspieler. Er spielte als Stürmer die längste Zeit seiner Karriere für CSD Colo-Colo, mit denen er vier Meistertitel gewann und nahm mit der Nationalmannschaft Chiles an drei Südamerikameisterschaften teil.

## Karriere

### Verein
Alfonso Domínguez begann bei Talca National, wo auch seine vier Brüder spielten. 1937 ging er in die Hauptstadt, um zuerst für den Badminton FC, dann für den Klub spanischer Einwanderer Unión Española zu spielen. 1939 zog der Verein aufgrund des Spanischen Bürgerkriegs sein Team aus der Primera División zurück. Poncho wechselte für die damalige Rekordablösesumme von 20.000 Peso (heutzutage rund 22 Euro) zum CSD Colo-Colo, wo er mit seinem neuen Verein noch im selben Jahr Meister wurde. Er erzielte in 24 Spielen 32 Tore und wurde Ligatorschützenkönig. Drei weitere Meisterschaften folgten 1941, 1944 (wo er mit 19 Treffern wieder Torschützenkönig wurde) und 1947 in seiner Zeit bei Colo-Colo, wo er bis 1947 spielte. Ausnahme war eine kurze Leihe 1943 an CF Universidad de Chile, für die er vier Spiele bestritt. Bei La U beendete der Stürmer 1949 seine Karriere.

### Nationalmannschaft
In der Nationalmannschaft Chiles kam Domínguez erstmals am 15. Januar 1939 beim Campeonato Sudamericano gegen Paraguay zum Einsatz. Im zweiten Spiel für sein Land erzielte der Stürmer als Einwechselspieler gegen Peru seinen ersten Treffer. Dennoch verlor Chile das Spiel mit 1:3. Den Campeonato Sudamericano beendete Chile nach drei Niederlagen und einem Sieg auf dem vierten Platz. Beim Campeonato Sudamericano 1941 kam Poncho beim 1:0-Erfolg über Peru und der 0:2-Niederlage gegen Uruguay zum Einsatz. Gastgeber Chile belegte den dritten Rang beim Turnier. 1942 spielte Domínguez beim Campeonato Sudamericano alle sechs Partien, wobei das Spiel gegen Gastgeber Argentinien nach 43 Spielminuten abgebrochen wurde, nachdem die Chilenen aus Protest gegen die Schiedsrichterleistung das Feld verlassen hatten. Die Punkte wurden Argentinien zugerechnet. Am Ende landete Chile auf dem sechsten und vorletzten Platz. Insgesamt erzielte Domínguez drei Tore in 12 Einsätzen für sein Heimatland.

## Erfolge
CSD Colo-Colo
- Chilenischer Meister (4): 1939, 1941, 1944, 1947

Individuell
- Torschützenkönig der Primera División (2): 1939, 1944